# Léon Plée
Pour les articles homonymes, voir Plée (homonymie).
Léon Plée, né le 30 juin 1815 à Paris où il est mort le 17 janvier 1879, est un journaliste et écrivain français.

## Biographie
Fils du botaniste et naturaliste Auguste Plée, qui a exploré les Antilles, la Guyane et le Brésil, et partisan actif de Louis XVIII lors du Gouvernement provisoire de 1814, qui a donné son nom à une fleur de Caroline du Sud, et à un insecte de l’ordre des hémyptères, également le neveu de Pierre Plée, graveur du Muséum d’histoire naturelle et de la Commission d’Égypte, Léon Plée a été éduqué au collège de Besançon.
Sa mère ayant épousé en secondes noces un professeur de la faculté des Sciences de Strasbourg, il acheva, en 1830, ses études au lycée de cette ville, et partit à pied se joindre à la révolte des patriotes polonais, à l'âge de 15 ans, avant d’être rattrapé, en pleine Forêt Noire, par des amis de sa mère, qui l’empêchent de se joindre à la révolte des patriotes polonais:277. Ne pouvant aller secourir les Polonais qu’il devait plus tard défendre, la plume à la main, il se résigna à étudier concurremment le droit et la peinture. Cependant, ayant entendu parler de l’expédition de Dom Pedro en Portugal, il quitta à nouveau la maison paternelle, mais une chute, survenue à quelques lieues de Strasbourg, calma pour un temps ses projets d’aventures.
Encouragé par le succès de quelques vers qui parurent dans les journaux du pays, Plée quitta de nouveau ses études de droit, à l’âge de dix-huit ans, pour monter à Paris tenter la fortune littéraire. Plée a débuté très tôt dans la carrière littéraire en 1835, à l'âge de 19 ans, en publiant un Manuel encyclopédique et pittoresque des sciences et des arts, puis une Histoire des religions et des sectes, un Manuel encyclopédique des sciences et des arts ; en 1836, une Description de la France et des Colonies, sous le titre d’Atlas des Familles, et commença une traduction de l’Histoire universelle, de Rotteck. Ces travaux attirèrent sur lui l’attention du ministre de l’Instruction publique, qui le nomma successivement professeur d’histoire aux collèges de Blois, Reims et Orléans:278. Pendant cet intervalle consacré au professorat, il publia une Histoire de la Langue française, formant la préface du Glossaire français polyglotte.
Revenu à la carrière littéraire et politique, en 1847, à la suite de l’inondation d’Orléans qui avait détruit sa bibliothèque et dispersé ses manuscrits, il fonde la Revue des auteurs unis, à Paris:279, avec le concours de Brisson et L’Ermite, et publie l’Histoire de la Pologne puis, en 1848, le Républicain de Lot-et-Garonne, dont il fut rédacteur en chef jusqu’en 1850:280. Apprécié pour « son bon cœur, sa grande générosité et sa bienveillance confraternelle:287 », il est appelé à la rédaction du Siècle, où il fait d’abord les articles Variétés du dimanche, sous les initiales L. P., puis signés de son nom. À la mort de Louis Perrée, en janvier 1851, il passe de l’article Variétés à l’article politique, avec le titre de secrétaire de la direction politique, puis directeur du journal, l’année où ce quotidien devient « franchement républicain ». Il écrit au Siècle, une série d’articles principalement sur les questions de nationalités, de philosophie et de législation politique, sans oublier l'économie, qui formeraient plus de 40 volumes, à raison d’environ 2 600 lignes par mois, soit 31 188 lignes par an, et, pour dix ans, 311 885 lignes. Les principales séries ont paru sous divers titres : Les Œuvres de Napoléon III ; l’Europe en 1858 ; les Matières premières de l’industrie ; le Traité de Paris ; la Pologne ; les Principautés danubiennes, et l’Italie.
Situé dans l’opposition à Napoléon III, le journal suspend sa publication après le coup d’État du 2 décembre 1851, puis reçoit de nombreux avertissements, mais soutient cependant la politique des nationalités de l’empereur, en particulier lors de la campagne d’Italie en 1859. Ses nombreux articles sur la Pologne et les Principautés, lui valurent deux adresses, l’une des Polonais, et l’autre des Roumains, en témoignage de gratitude. Les Juifs voulurent également lui témoigner leur reconnaissance pour son zèle à défendre leur cause dans l’affaire Mortara. Par ailleurs, il avait publié, avant la discussion du Traité de Paris, un article intitulé : les Difficultés diplomatiques, qui fut reproduit, le lendemain, par le Moniteur. Le Constitutionnel ayant cru devoir faire observer que cette insertion devait être le résultat d’une erreur, le journal officiel revint sur ce démenti et déclara que la reproduction de l’article du Siècle avait été faite à dessein, et non par mégarde.
Plée fut, dans le Siècle, l’innovateur du Bulletin politique, ensuite adopté par tous les journaux sans exception, y compris le Moniteur, depuis le 1er janvier 1861. Réputé bien en cour auprès de nombreuses chancelleries européennes, il signe, à partir de 1859, plusieurs essais de politique étrangère ou de chroniques militaires, tels que À la nation allemande (1859, traduit en allemand et en italien:283) ou Abd-el-Kader, nos soldats, nos généraux et la guerre d'Afrique (1866). En 1861, en voyage à Rome, il affirme, dans un manifeste sur la présence française en Italie, avoir révélé les réflexions de la papauté.
Au moment de la bataille de Sadowa, sa confiance dans Bismarck s’affaiblit : le 10 juillet 1866, il écrit que la « Prusse doit choisir entre la libération ou l’asservissement des populations germaniques ». Quelques mois plus tard, il se ralliera plus franchement à la cause du vaincu, l’Autriche-Hongrie de Friedrich Ferdinand von Beust, au moment où ce dernier réussit à influencer plusieurs journaux français, en lien avec le ministère de l’Intérieur. Il reçoit dans la foulée la légion d’honneur.
Son quotidien a alors, avec près de 40 000 exemplaires, le plus fort tirage de la presse française. Rédacteur prolifique:284 du Siècle, qu’il céda, à son départ, à Émile de La Bédollière, Plée « eut à soutenir des polémiques sérieuses ou enflammées avec Louis Blanc, Granier de Cassagnac, Proudhon, et Émile de Girardin:284 », qui lui a consacré une mention spéciale dans le recueil de ses travaux. Il signe une série d'articles intitulés Les Œuvres de Napoléon III, L’Europe en 1858, Matières premières de l'industrie, Traité de Paris, La Pologne, Les Principautés danubiennes, L’Italie:285. Outre ses écrits dans le Siècle en dix ans, il est l’auteur d’un grand nombre d’ouvrages, romans, contes en vers, lettres, notices et de spirituels articles beaucoup remarqué dans les Salons de Paris sur la Kleidomancie, science consistant à juger du caractère des gens d’après leur costume…
Plée était officier de plusieurs ordres étrangers, notamment de l’ordre des Saints-Maurice-et-Lazare.

## Sources
- Jules Brisson et Félix Ribeyre, Les Grands Journaux de France, Paris, impr. Jouaust et fils, 1863, 500 p. (lire en ligne), p. 20-22. .
- Alfred Sirven, Journaux et journalistes : Le Siècle avec les portraits des rédacteurs photographiés par Pierre Petit, Cournol, 1866, 396 p. (lire en ligne), p. 276-84. .